# Nikétas (patrice)
Nikétas est un aristocrate byzantin né vers 872 et mort après 946, patrice et beau-père de Christophe Lécapène.

## Famille
Son père est un aristocrate originaire de Sparte qui est décédé en 937 à environ 90 ans ; quant à sa mère, elle est originaire d'Athènes et elle est probablement la fille de l'archonte d'Athènes nommé Niketas. On lui connait un frère et un beau-frère, tous deux décédés en 944.
De son épouse, il a un fils qui décède jeune en 937 et une fille, Sophia, qui épouse le co-empereur Christophe Lécapène.

## Biographie
Il est nommé Patrice en 919. Plus tard, il reçoit aussi le titre de Magistros.